# Hans-Georg Kraus
Hans-Georg Kraus (* 25. Oktober 1949; † 25. Juli 2020) war ein deutscher Fußballspieler.

## Werdegang
Hansi Kraus stammt aus der Jugend des TSV Eller 04 und absolvierte dort 1968 seine ersten Spiele im Seniorenbereich. Nach einem halben Jahr folgte dann der Wechsel zu Fortuna Düsseldorf. Dort bestritt Kraus ab 1972 9 Spiele in der Bundesliga, sein erstes Spiel absolvierte er in der Saison 1972/73 am 24. Spieltag beim Heimspiel gegen den MSV Duisburg. Für die Fortuna lief Kraus in zwei Spielzeiten neunmal in der Bundesliga auf, danach wechselte er zum Liganeuling Tennis Borussia Berlin. Mit den Berlinern stieg er in seinem ersten Jahr als Tabellensiebzehnter in die 2. Bundesliga ab, schaffte in der Folgesaison den sofortigen Wiederaufstieg. In seinem zweiten Bundesligajahr für die Berliner wurde ebenfalls der siebzehnte Tabellenplatz erreicht und Kraus ereilte der zweite Abstieg. Er blieb noch ein Jahr in der 2. Bundesliga.

## Statistiken
- Bundesliga (37 Spiele / 0 Tore)
- 2. Bundesliga (52 Spiele / 1 Tor)
- DFB-Pokal (6 Spiele / 1 Tor)